# Gustavo Chacín
Gustavo Adolfo Chacín (Maracaibo, estado Zulia, 4 de diciembre de 1980) es un exbeisbolista venezolano, lanzador zurdo que jugó para los Tiburones de La Guaira en la LVBP y de los Azulejos de Toronto en las Grandes Ligas de Béisbol.
Fue intercambiado de los Cardenales de Lara a los Leones del Caracas en la temporada 2009/2010. Su primer juego con los Azulejos fue el 20 de septiembre de 2004 en el Yankee Stadium donde resultó lanzador vencedor de los Yankees 6-3. De esta manera se convierte en el primer lanzador en ganar el primer juego de su carrera contra los Yankees desde 1966.
Hasta la temporada 2005, Chacín tiene 14 juegos ganados y 10 perdidos con una efectividad de 3,65, estableciéndose en la rotación de abridores de su equipo.

Comenzó su carrera con los Cardenales de Lara, pasando en el año 2009 a los Leones del Caracas en cambio por el lanzador Rómulo Sánchez. 

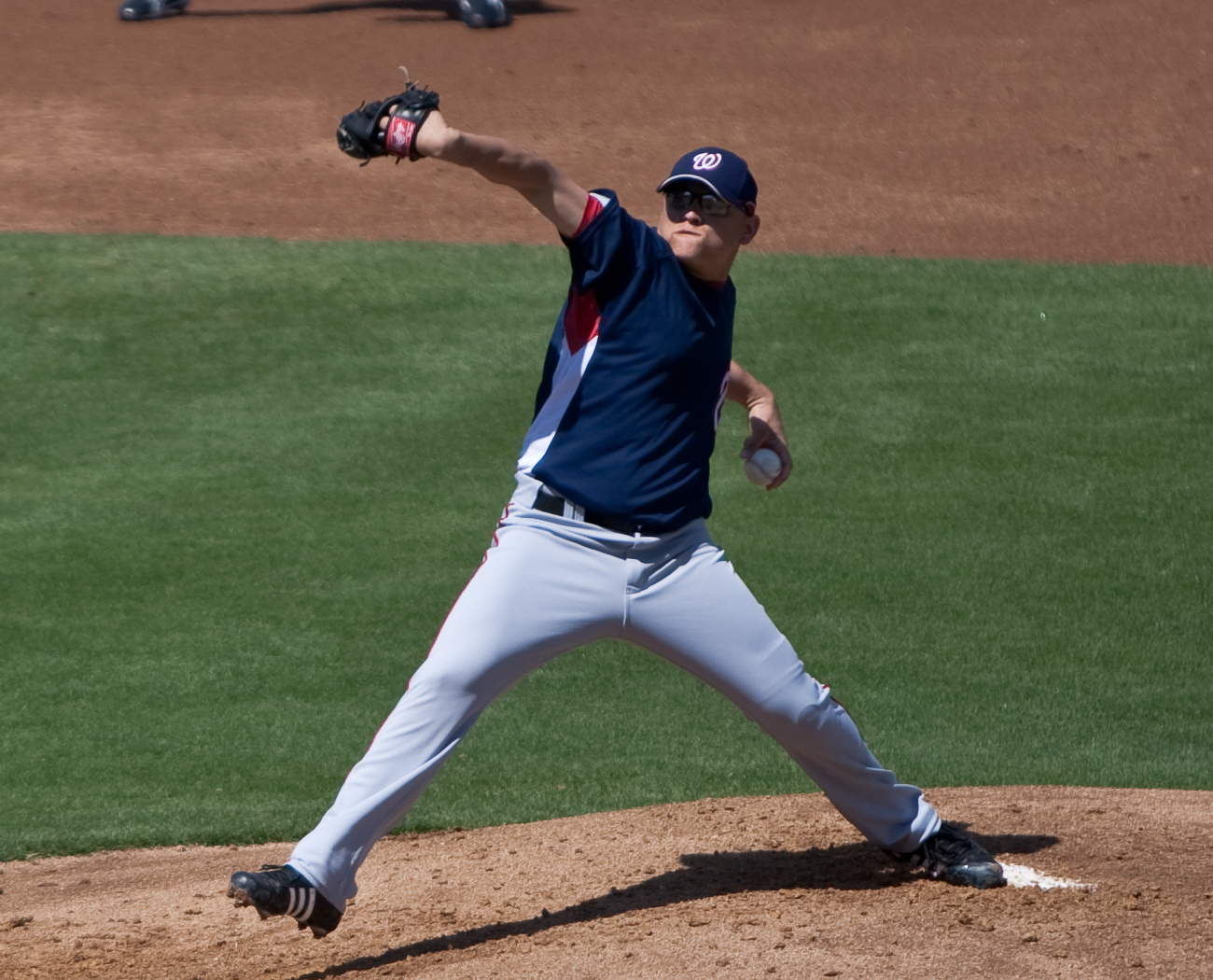
Gustavo Chacín

En el año 2011 los Leones del Caracas lo dejan en libertad debido a diferencias con la directiva. Al año siguiente, de cara a la temporada 2012/2013 es firmado por los Navegantes del Magallanes.
En el año 2013, en medio de la temporada 2013-2014 es objeto de un cambio donde pasa a los Tiburones de La Guaira desde Navegantes del Magallanes en cambio por el infielder Renny Osuna. 